# 赵培根
赵培根（？—），男，汉族，上海人，中华人民共和国政治人物，曾任中共安徽省委副秘书长，安徽省政协秘书长、副主席。